# Bordj Emir Khaled
Bordj Emir Khaled est le chef-lieu de commune et de Daïra dans la wilaya de Aïn Defla (sud ouest d'Alger) constituée des communes de Tarik Ibn Ziad et Bir Ould Khelifa. Ex -pont du caid, ex-Général Gouraud. Elle est située à 37 km du chef-lieu de la wilaya. Elle occupe un territoire de 198 km2 .Sa population est de 7202 habitants en 1998 (7846 h en 2004).
Elle a été nommée ainsi en l'honneur du petit-fils de l'émir Abd el-Kader, l'émir Khaled qui a visité les lieux et qui a été mal reçu par les notables de la région réfractaires a toutes réformes politiques et jaloux de leurs privilèges.